# Гавришко Ігор Петрович
Ігор Петрович Гавришко (нар. 17 лютого 1993, Фрунзе, АРК, Україна) — Заслужений майстер спорту України з гирьового спорту, Майстер спорту України міжнародного класу, багаторазовий чемпіон України, Європи та світу.

## Біографія
Народився 17 лютого 1993 року в селі Фрунзе, АРК, Україна.
У 2008 році Ігор вперше взяв участь у юнацьких змаганнях з гирьового спорту. Саме тоді розпочався його шлях до національного та міжнародного визнання. Наступні роки були сповнені перемогами на різноманітних турнірах, включаючи чемпіонати України та міжнародні змагання. У 2009 році виконав норматив майстра спорту України міжнародного класу.
У 2014 році ім'я Ігоря Гавришка стало відомим у спортивному житті всієї України, адже він здійснив унікальний «золотий дубль». Тобто став чемпіоном України не лише серед чоловіків, а серед юніорів, у тій же вагові категорії.
У 2016 році йому присвоєно звання Заслуженого майстра спорту України.
Згідно з декларацією про доходи за 2016 рік, місце роботи — Спортивна команда Національної гвардії України, посада — спортсмен-інструктор, члени сім'ї — дружина Гавришко Вікторія Сергійвна
У 2021 році здобув вищу освіту рівня магістр у Національному університеті «Полтавська політехніка імені Юрія Кондратюка» за спеціальністю «Фізична культура та спорт».

## Нагороди
Виступи на чемпіонатах та кубках Європи з гирьового спорту
| Змагання                                            | Вагова категорія, кг /вікова група | Місце (дисципліна)                                                          | Тренер                   |
| --------------------------------------------------- | ---------------------------------- | --------------------------------------------------------------------------- | ------------------------ |
| ЧЄ 2016, Гдиня, Польща, 11 - 15 травня              | 78 / дорослі                       | Срібло (двоборство, сума 212,0) Срібло (естафета класична, 56)              | Мороз О.А., Отисько С.В. |
| ЧЄ 2017, Дауґавпілс, Латвія, 11 - 15 травня         | 78 / дорослі                       | Срібло (поштовх, 119)                                                       | Мороз О.А., Отисько С.В. |
| ЧЄ 2017, Дауґавпілс, Латвія, 11 - 15 травня         | 78 / дорослі                       | Золото (ривок, 186)                                                         | Мороз О.А., Отисько С.В. |
| ЧЄ 2017, Дауґавпілс, Латвія, 11 - 15 травня         | 78 / дорослі                       | Срібло (двоборство, сума 212,0)                                             | Мороз О.А., Отисько С.В. |
| ЧЄ 2017, Дауґавпілс, Латвія, 11 - 15 травня         | 78 / дорослі                       | Золото (естафета поштовх, 51)                                               | Мороз О.А., Отисько С.В. |
| ЧЄ 2018, Кечкемет, Угорщина, 10 - 14 травня         | 73 / дорослі                       | Срібло (естафета довгим циклом, 32 підйоми) Срібло (двоборство, сума 223,0) | Мороз О.А., Отисько С.В. |
| ЧЄ 2019, Штольберг, Німеччина, 30 травня - 2 червня | 73 / дорослі                       | Срібло (двоборство, сума 202,0) Бронза (поштовх 118) Золото (ривок, 168)    | Мороз О.А., Отисько С.В. |

| Змагання                                          | Вагова категорія, кг/ вікова група | Результат                                                               | Тренер                                  |
| ------------------------------------------------- | ---------------------------------- | ----------------------------------------------------------------------- | --------------------------------------- |
| 2009                                              | 73                                 | Бронза                                                                  | Отисько С.В., Мороз О.А.                |
| 2010, Tampere, Finland, 11 - 15 листопада         | 73                                 | Срібло                                                                  | Отисько С.В., Мороз О.А.                |
| 2011, NEW-YORK, USA, 16 - 19 вересня              | 73                                 | Бронза, Бронза                                                          | Отисько С.В., Мороз О.А.                |
| 2012, Ванцагелло-Мілан, Італія, 08 - 12 листопада | 70/ юніори                         | Золото (двоборство, сума 275)                                           | Отисько С.В.                            |
| 2012, Ванцагелло-Мілан, Італія, 08 - 12 листопада | 70/ дорослі                        | Золото (двоборство, сума 275) Золото (поштовх, 109) Срібло (ривок, 166) | Отисько С.В.                            |
| 2014, Гамбург, Німеччина, 20 - 24 листопада       | 73 / юніори (U - 22)               | Срібло (двоборство, сума 189,5) Срібло (естафета класична, 48)          | Отисько С.В., Мороз О.А., A. Tyrlumov   |
| 2014, Гамбург, Німеччина, 20 - 24 листопада       | 73 / дорослі                       | Срібло (двоборство, сума 189,5)                                         | Отисько С.В., Мороз О.А., A. Tyrlumov   |
| 2016, Актобе, Казахстан, 26 - 30 жовтня           | 78 / дорослі                       | Срібло (двоборство, сума 190) Срібло                                    | Отисько С.В., Мороз О.А.                |
| 2018, Даугавпілс, Латвія, 10 - 15 жовтня          | 73 / дорослі                       | Срібло (двоборство, сума 196,0) Бронза (поштовх 111) Срібло (ривок 170) | Отисько С.В., Мороз О.А.                |
| 2017, Сеул, Південна Корея, 15 - 19 листопада     | 73 / дорослі                       | Срібло (естафета класична, 50) Срібло (двоборство, сума 205,0)          | Отисько С.В., Мороз О.А.                |
| 2019, Novi Sad, Serbia, 6 – 11 листопада          | 73 / дорослі                       | Срібло (двоборство, сума 216,5) Бронза (довгий цикл, 55)                | Ткаченко М.О., Отисько С.В., Мороз О.А. |
| 2021, Будапешт, Угорщина                          | 73 / професіонали                  | Бронза (двоборство, сума 212,5)                                         | Ткаченко М.О.                           |
| 2021, Будапешт, Угорщина                          | 73 / професіонали                  | Срібло (ривок, 193)                                                     | Ткаченко М.О.                           |
| 2021, Будапешт, Угорщина                          | 73 / професіонали                  | Срібло (поштовх довгим циклом, 70)                                      | Ткаченко М.О.                           |
| 2023, Резекне, Латвія, 07 - 10 грудня             | 73 / професіонали                  | Золото (поштовх, 117)                                                   | Ткаченко М.О.                           |
| 2023, Резекне, Латвія, 07 - 10 грудня             | 73 / професіонали                  | Золото (ривок, 180)                                                     | Ткаченко М.О.                           |
| 2023, Резекне, Латвія, 07 - 10 грудня             | 73 / професіонали                  | Золото (поштовх довгим циклом, 59)                                      | Ткаченко М.О.                           |
| 2023, Резекне, Латвія, 07 - 10 грудня             | 73 / професіонали                  | Золото (триборство, 591)                                                | Ткаченко М.О.                           |
| 2024, Корфу, Греція, 10 - 13 жовтня               | 73 / професіонали                  | Срібло (поштовх, 102)                                                   | Ткаченко М.О., Романчук Олег            |
| 2024, Корфу, Греція, 10 - 13 жовтня               | 73 / професіонали                  | Золото (ривок, 150)                                                     | Ткаченко М.О., Романчук Олег            |
| 2024, Корфу, Греція, 10 - 13 жовтня               | 73 / професіонали                  | Срібло ( поштовх довгим циклом, 67)                                     | Ткаченко М.О., Романчук Олег            |
| 2024, Корфу, Греція, 10 - 13 жовтня               | 73 / професіонали                  | Золото (двоборство, сума 177)                                           | Ткаченко М.О., Романчук Олег            |
| 2024, Корфу, Греція, 10 - 13 жовтня               | 73 / професіонали                  | Золото (триборство, 155)                                                | Ткаченко М.О., Романчук Олег            |
| 2024, Корфу, Греція, 10 - 13 жовтня               | 73 / професіонали                  | Золото (естафета поштовх)                                               | Ткаченко М.О., Романчук Олег            |